# 1기 신도시
1기 신도시는 노태우 정부에서 집값 안정과 주택난 해결을 위해 서울 근교에 건설한 신도시이다. 경기도 성남시의 분당신도시, 고양시의 일산신도시, 군포시의 산본신도시, 부천시의 중동신도시, 안양시의 평촌신도시 등 5곳이 1기 신도시에 포함된다.
1989년 발표되었으며, 92년 말 입주가 완료되었다. 주택 보급률은 1985년 69.8%에서 1991년 74.2%로 올라갔다.

## 상세
| [ 2 ]           | 전체   | 분당   | 일산   | 평촌  | 산본  | 중동  |
| --------------- | ------ | ------ | ------ | ----- | ----- | ----- |
| 면적(천㎡)      | 50,140 | 19,639 | 15,736 | 5,106 | 4,203 | 5,456 |
| 수용인구(만명)  | 116.8  | 39.0   | 27.6   | 16.8  | 16.8  | 16.6  |
| 인구밀도(인/ha) | 281.2  | 199    | 175    | 329   | 399   | 304   |
| 주택건설(천호)  | 292    | 97.6   | 69     | 42    | 42    | 41.4  |
| 공동주택(천호)  | 281    | 94.6   | 63.1   | 41.4  | 41.4  | 40.5  |

분당신도시와 일산신도시가 타 신도시 면적의 3~4배 정도 되나, 인구는 타 신도시의 2~3배 정도밖에 되지 않아 인구 밀도가 낮다. 일산신도시는 타 신도시들에 비해 인구밀도가 낮고 전원주택이 많으며, 녹지 비율이 353만 7천㎡(일산신도시 전체 면적의 22.5%)로 월등히 높은 것이 특징이다.